# Успињача
Успињача или енгл. Funicular је возило налик на трамвај које се исто креће по пругама и служи за јавни транспорт, да се савладају велике висинске разлике (успон на брда и планине).
Успињаче су нека врста хибрида између жичаре (јер су потезане кабловима) и трамваја (јер се крећу по прузи).

## Историја развоја и начин рада
Неки облик првих успињача појавио се већ у 15. веку, али прави развој успињача почео је у 19. веку развојем железнице и трамваја. Ипак та шинска возила нису могла савладати велике нагибе, због клизања железних точкова по пругама.
Успињаче су решиле проблем успона на врло елегантан начин, кола су дизана / потезана на висину помоћу кабла, па је на тај начин решен проблем клизања точкова - пруге су служиле само као вођице за кола. Још је генијалније решење пронађено са вучном силом, јер се истовремено са успињањем једна кола спуштају, тако да се погонски мотори на врху (и дну) користе само да се изједначе силе и одржи напетост кабла.
Успињаче су изградили бројни градови који имају велике висинске разлике као: Лисабон, Сан Франциско, Валпараисо, Петербург, Хонг Конг, Напуљ, Истанбул, Грац, Пешта, итд. Данас се успињаче граде по скијалиштима, као комфорнији начин успона већег броја скијаша.